# Wason Rentería
Wason Libardo Rentería Cuesta (* 4. Juli 1985 in Quibdó) ist ein ehemaliger kolumbianischer Fußballspieler.

## Karriere

### Verein
Rentería begann seine Karriere in seiner Heimat Kolumbien beim Boyacá Chicó FC, mit welchen er im ersten Jahr den Aufstieg in die höchste kolumbianische Spielklasse schaffte. Daraufhin wechselte er nach Brasilien und unterschrieb beim SC Internacional aus Porto Alegre, wo man auf Anhieb Vizemeister wurde. In der darauffolgenden Saison wurde die Mannschaft abermals Vizemeister, gewann aber die Copa Libertadores und die FIFA-Klubweltmeisterschaft.
Nach diesen Erfolgen wechselte er nach Europa und unterschrieb beim FC Porto, mit welchen er 2006/07, nachdem er im Januar hingewechselt war, portugiesischer Meister wurde. 2007/08 wurde er zu Racing Straßburg nach Frankreich verliehen, die mit Platz 19 aus der Ligue 1 absteigen mussten. Danach kehrte er nach Portugal zurück und spielte im Zuge eines Leihvertrages bei Sporting Braga, mit denen er Platz fünf erreichte. Nach einem kleinen Zwischenstopp bei Atlético Mineiro im Herbst 2009, kehrte er im Frühjahr 2010 zu Braga zurück und wurde zum zweiten Mal portugiesischer Meister. 2010 kehrte er dann zurück zum FC Porto, für den er allerdings nicht mehr zum Einsatz kam und deshalb nach einer Zwischenstation bei Once Caldas beim FC Santos landete, für den er am 1. Oktober 2011 im Spiel gegen Fluminense Rio de Janeiro debütierte, als er in der zweiten Halbzeit für Elano eingewechselt wurde.
Nach einem Jahr in Brasilien kehrte Rentería aber nach Kolumbien zurück und spielte ein Jahr sehr erfolgreich bei Millonarios FC. Dort wurde er kolumbianischer Meister und Torschützenkönig der Copa Sudamericana. Erneut nach einem Jahr zog es ihn weiter nach Argentinien, wo er allerdings bei Racing Club (Avellaneda) wenige Einsatzzeiten bekam und an der Meisterschaft kaum beteiligt war. Im Juli 2015 wechselte er deswegen erneut nach Bogotá, diesmal zu La Equidad. 2016 spielte Rentería noch für den Boyacá Chicó FC in seiner Heimat und 2017 beendete er seine aktive Laufbahn in Brasilien nach Stationen bei CA Tubarão und Guarani FC.

### Nationalmannschaft
Für Kolumbien absolvierte Rentería 17 Partien und erzielte vier Tore. Er nahm an der Junioren-Fußballweltmeisterschaft 2005 in den Niederlanden teil, wo Kolumbien im Achtelfinale an Argentinien scheiterte. Sein Debüt für Kolumbien gab der Stürmer im Rahmen des Gold Cups 2005, als er in der Gruppenphase gegen Panama durchspielte und eine gelbe Karte erhielt. Kolumbien schied im Halbfinale gegen Panama aus. Rentería wurde in allen fünf Spielen Kolumbiens eingesetzt.

## Erfolge
Boyacá Chicó FC
- Meister zweite kolumbianische Liga: 2004

Internacional
- Copa Libertadores: 2006
- Klub-WM: 2006

Porto
- portugiesischer Meister: 2007, 2010

FC Santos
- Staatsmeisterschaft von São Paulo: 2012

Millonarios FC
- kolumbianischer Meister: 2012

Racing Club
- argentinischer Meister: 2014

Nationalmannschaft
- U-20-Fußball-Südamerikameisterschaft: 2005

## Auszeichnungen
- Torschützenkönig der Copa Sudamericana 2012